# Kanton Nizza-6
Der Kanton Nizza-6 (frz.: canton de Nice-6) ist ein französischer Wahlkreis  im Département Alpes-Maritimes in der Region Provence-Alpes-Côte d’Azur. Er umfasst einen Teil der Stadt Nizza. Im Rahmen der landesweiten Neuordnung der französischen Kantone wurde der dem Kanton zugeordnete Bereich im Frühjahr 2015 leicht verändert.
Der Kanton hat 41.750 Einwohner (Stand: 2022):

## Politik
| Vertreter im Départementsrat | Vertreter im Départementsrat           | Vertreter im Départementsrat |
| Amtszeit                     | Namen                                  | Partei                       |
| ---------------------------- | -------------------------------------- | ---------------------------- |
| 2015–                        | Lauriano Azinheirinha Martine Ouaknine | UD                           |